# ÖBB 1142
ÖBB 1142 est une série de locomotives électrique universelle, des Chemins de fer fédéraux autrichiens (en allemand : Österreichische Bundesbahnen (ÖBB), qui convient aussi bien aux trains rapides lourds qu'aux trains de marchandises. Elle est née de la conversion de la série 1042.5 (de 1042.531 à 1042.707, 177 unités) en train réversible.

## Technique
La carrosserie de la locomotive de la série 1042.531ff est reconstruite dans le cadre de grosses réparations au début des années 1990. Les phares sont remplacés par de nouveaux, plus petits, dotés de consoles plus petites et les poignées de changement de vitesse sont repositionnées. Plus tard, la console du troisième feu arrière n'est plus fermée par un disque en tôle, mais est complètement retirée. De plus, pendant un certain temps, la porte d'entrée droite de chaque cabine de conduite est retirée et recouverte de métal sur les locomotives appelées pour des réparations majeures. Les locomotives ainsi transformées sont peintes dans le nouveau design Valousek. La 1142 548, première locomotive de cette nouvelle série, quitte l'usine ÖBB TS de Linz en avril 1996. La partie mécanique est inchangée et est donc similaire à la série 1042.5 ; les différences externes ne sont visibles que dans le numéro de série. Toutes les autres locomotives de la série 1042.531ff qui nécessitent des réparations majeures sont converties en 1142. Les modifications décrites précédemment continuent à être effectuées. Initialement, la conversion en 1142 n'est réalisée que dans le cadre de grosses réparations prévues.
Pour les locomotives qui ont fait l'objet de réparations majeures avant la 1142 548, les composants de la télécommande ne sont effectués que plus tard dans le cadre d'une réparation partielle. Rien n'est modifié visuellement sur les locomotives, hormis la suppression du troisième feu arrière et la fermeture des consoles désormais vides. Cependant, comme certaines des locomotives à venir n'ont pas encore subi de modifications majeures au niveau de la boîte, les locomotives de cette série ont toujours les grands phares d'origine.
La partie électrique est inchangée. Le boîtier de télécommande du train réversible et des commandes multiples est logé dans la cabine de conduite 2. L'échange de données entre la voiture pilote et la locomotive s'effectue par le système de bus ferroviaire WTB par un câble UIC à 18 broches.
La conversion du 1042.5 en 1142 a lieu dans l'usine TS de l'ÖBB à Linz.
Fin mai 2001, la 1142 676, conversion des trains 531 à 707, est achevée et mise en service. Les locomotives 532, 599 et 652 avaient déjà été mises hors service en raison d'un accident, ce qui laissa des vides. Un an plus tard seulement, les premières locomotives sont récupérées au moment du remplacement par l'ÖBB 1116.
Vers 2005, la plupart des locomotives numéros 665 à 707, qui n'avaient pas fait l'objet de réparations majeures et étaient encore en service dans leur version orange sanguine d'origine, à l'exception de la 1142 691, sont partiellement réparées avec une nouvelle peinture Valousek. conception. Cependant, elles conservent les grands phares.
Le système de protection des trains Indusi I60 sur certaines locomotives est ensuite remplacé par un système PZB90.

## Histoire
La série 1142 est conçue à l'origine comme une locomotive universelle et, au cours de ses années de service, est utilisée devant les trains express et locaux ainsi que les trains de marchandises. Elles sont également utilisées en traction multiple avec des 1142 similaires et en leader devant les machines Taurus et de la  série 1144, principalement sur le Semmering. En raison de la livraison de nouvelles locomotives et de la perte de services au profit des compagnies ferroviaires privées, de moins en moins de 1142 sont nécessaires pour le transport de marchandises.
Dans le transport de voyageurs, la série 1142 transporte encore régulièrement des trains longue distance au tournant du millénaire, notamment sur le Semmering, le Tauern ou sur les lignes intra-alpines (Graz–Linz/Salzbourg/Innsbruck), mais ces opérations sont de plus en plus rares. Dès le début, cela est particulièrement important pour les transports locaux. Initialement, seul la 1142 peut être utilisé en service réversible avec des voitures à un ou deux étages. Plus tard, de plus en plus de locomotives des séries 1016/1116 ou 1144 sont utilisées dans le transport local, mais pendant longtemps, la série 1142 porte la charge principale. Ce n'est qu'avec l'acquisition des séries 4023/4024 et 4744 que ces services sont moins nombreux ; les locomotives disponibles sont alors généralement garées et mises hors service en cas de dommages importants ou lorsque des réparations partielles s'avèrent nécessaires.
À partir de 2013, le nombre de locomotives de la série 1142 en circulation augmente en raison du besoin supplémentaire de locomotives. Certaines locomotives de la série 1116 spnt nécessaires pour le transport nouvellement créé en Europe de l'Est. Afin de pouvoir répondre à la pénurie de locomotives en Allemagne, certaines locomotives de la série 1142 déjà garées sont réparées et remises en service. En 2015, le nombre de machines opérationnelles est de nouveau à 65. Depuis lors, en cas de dommages importants ou lorsqu'une réparation partielle est nécessaire, les locomotives sont à nouveau garées puis utilisées comme donneuses de pièces de rechange et finalement vendues. En juin 2019, les deux dernières locomotives orange sanguine (564 et 682) sont mises hors service. D'autres locomotives sont en attente en raison de dommages importants ou de la nécessité de réparations partielles à la Gare de l'Ouest de Vienne, Vienne-Matzleinsdorf, Linz, Wels et Selzthal. Une autre locomotive est utilisée chez TS Simmering comme locomotive de préchauffage pour les rames Railjet.
En novembre 2019, les locomotives de la série sont encore dans les régions de Vienne, Linz et Graz devant certains trains régionaux/S-Bahn ainsi que dans le trafic IC en Autriche.
Au cours de l'année 2022, l'utilisation de la série 1142 est légèrement étendue et 17 machines sont utilisées quotidiennement. Elles sont utilisés devant les trains régionaux dans la région de Linz et Graz ainsi que devant les trains express individuels sur la ligne de la vallée de l'Enns (de) et entre Graz et la gare frontière Fügen-Straß. Dans le transport de marchandises, les locomotives sont encore utilisées pour des services individuels en Styrie, en Haute-Autriche et en Basse-Autriche.
En raison du nombre sans cesse croissant des séries 4744/4746/4748, la série 1142 est de plus en plus exclue du transport local de passagers. Le principal domaine d'application est actuellement le transport local dans la grande région de Linz avec les trains réversibles à un étage et aussi occasionnellement entre les gares de l'Ouest de Vienne et Sankt Pölten, sur la Franz-Josefs-Bahn, avec les trains réversibles Dosto et dans la région de Graz. On trouve encore ces locomotives comme des trains de marchandises à Vienne, en Basse-Autriche, en Haute-Autriche, en Styrie, en Carinthie et occasionnellement à Salzbourg et dans le Burgenland.
En mars 2020, six autres locomotives sont garées en raison de la crise du coronavirus et de la diminution du trafic qui en résulte. Parmi les locomotives restantes, qui seraient encore en principe opérationnelles, seules cinq à dix sont actuellement nécessaires par jour. En raison de la grande vague de mise hors service de la série 1144 fin 2020, toutes les locomotives pouvant être réparées avec un effort raisonnable (sans réparation partielle) sont remises en service. À l'été 2020, seules une quinzaine de locomotives sont en service, contre environ 25 au début de l'année 2021. Début 2023, seules neuf machines sont encore en service. Faute de locomotives, trois 1142 (598, 627 et 693) sont réactivées en janvier et mars 2023, mais trois sont également stationnées pendant cette période, soit un total de neuf locomotives à la mi-mars 2023. Au 1er novembre 2023, seuls sept véhicules sont encore en activité.
À partir de mi-2021, il était prévu que les locomotives soient utilisées par l'ÖBB jusqu'en 2028.